# グルクロノアラビノキシラン エンド-1,4-β-キシラナーゼ
グルクロノアラビノキシラン エンド-1,4-β-キシラナーゼ(Glucuronoarabinoxylan endo-1,4-beta-xylanase、EC 3.2.1.136)は、系統名をグルクロノアラビノキシラン 4-β-D-キシラノヒドロラーゼ(glucuronoarabinoxylan 4-beta-D-xylanohydrolase)という酵素である。以下の化学反応を触媒する。
グルクロノアラビノキシラン中の(1->4)-β-D-キシロシル結合をエンド型で加水分解する。
この酵素は、フェルロイル化されたアラビノキシランに対して高い活性を示す。